# Troupes coloniales

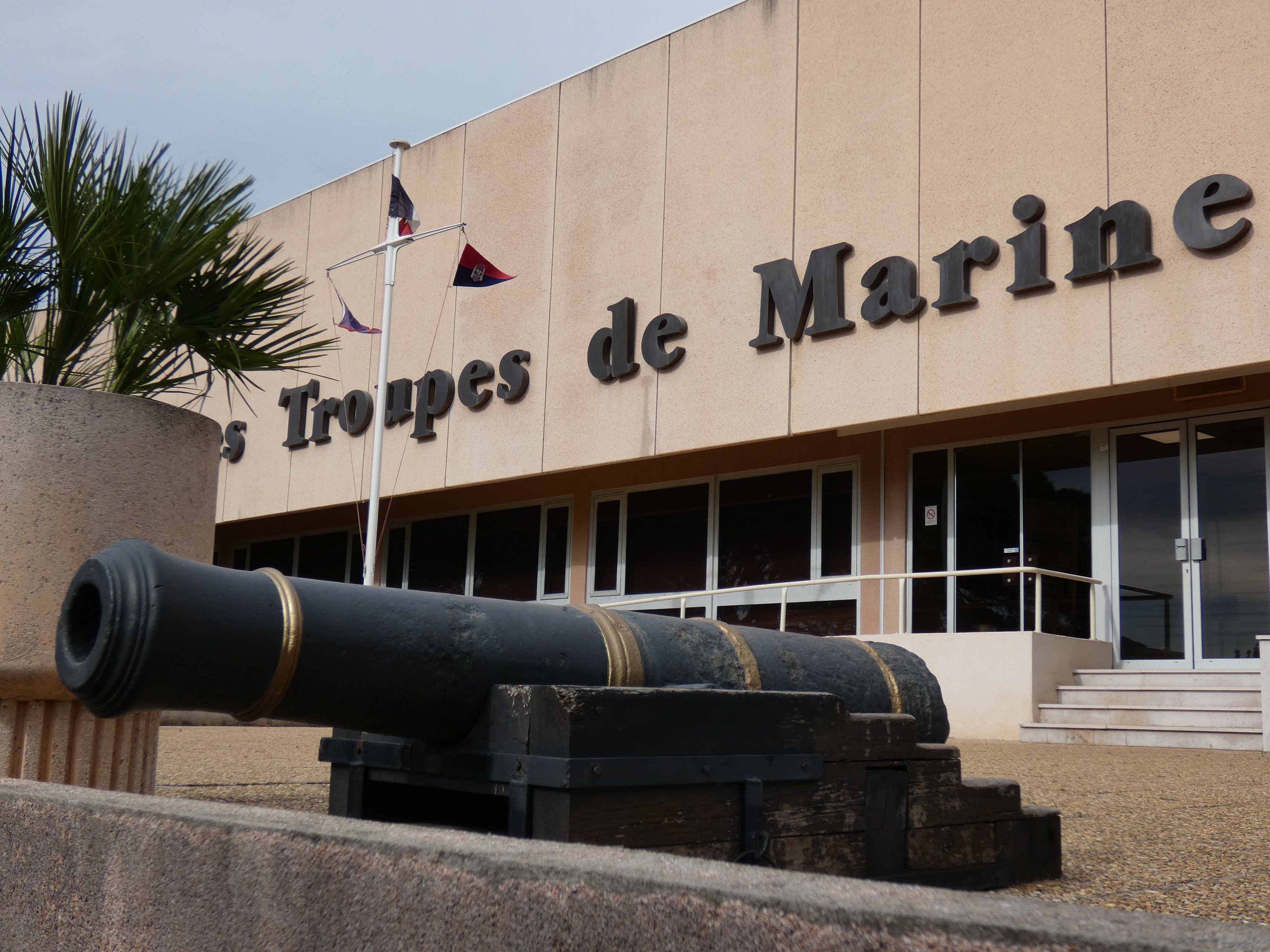

Les troupes coloniales, ou   l'armée coloniale, dite « la Coloniale », sont un ensemble d'unités militaires françaises créées juridiquement par la loi du 7 juillet 1900 qui rattache les troupes de marine au ministère de la Guerre. Formées de troupes métropolitaines, casernées en France et destinées à servir dans les colonies ou stationnées dans les colonies, elles comprennent également des « soldats indigènes » commandés par des métropolitains.
Leur filiation remonte aux compagnies ordinaires de la mer créées par le cardinal de Richelieu en 1622 qui dépendent du secrétariat d'État de la Marine (les « troupes de la Marine ») ou des Colonies. Mises sur pied, à l'origine, pour assurer la défense des ports et des possessions outre-mer autres que l'Afrique du Nord (où les unités relèvent de l'Armée d'Afrique), les troupes coloniales sont employées massivement en France métropolitaine et au Maghreb au cours du XXe siècle.
Distincte de l'armée métropolitaine, l'armée coloniale est divisée traditionnellement en infanterie coloniale et artillerie coloniale. Les troupes coloniales sont en activité de 1900 à 1958. Cette année là, elles sont appelées troupes d'outre-mer, puis renommées troupes de marine et forment désormais une subdivision au sein de l'Armée de terre.
La plus haute fonction existant dans cette arme est celle d'Inspecteur général des troupes coloniales, occupée par un général de division.

## Création et différentes dénominations
Le terme Troupes coloniales ou Armée coloniale ou Troupes des colonies françaises a plusieurs sens :
- Il s'agit d'abord des troupes françaises devant assurer la défense des colonies ;

- Puis, assez rapidement, ce terme a désigné les troupes destinées au service dans les colonies françaises, hors Afrique française du Nord (ces troupes constituant spécifiquement l'Armée d'Afrique) et une partie des troupes britanniques lors de la Première Guerre mondiale.

Les Troupes coloniales apparaissent en 1900, lorsque l'ensemble des troupes terrestres dépendant du ministère de la Marine, appelées troupes de marine, sont transférées sous les ordres du ministère de la Guerre. Elles disparaissent en 1958 lorsque, les colonies ayant acquis leur indépendance, la mission de ces troupes est redéfinie. Elles reprennent alors le nom de troupes de marine, tout en restant dans l'armée de terre.

## Composition
Les Troupes coloniales, familièrement appelées « la Coloniale » et qui dépendent d'un seul état-major général, regroupent deux grands types d'unités : 
- l'infanterie coloniale française et l'artillerie coloniale entre 1900 et 1958 appelés « Coloniale blanche » et composés en majorité d'engagés  métropolitains ;

- les tirailleurs indigènes hors Afrique du Nord (tirailleurs sénégalais, tirailleurs malgaches, tirailleurs indochinois), formés de « sujets » français des colonies commandés par des officiers français. Le terme « tirailleurs sénégalais » est un terme générique donné à toutes les unités d'infanterie recrutés en Afrique noire. Affiche de propagande

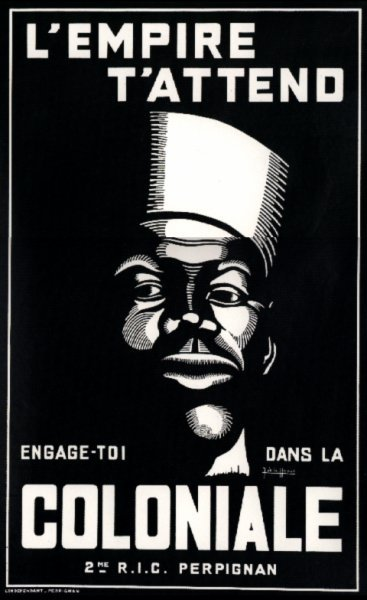
Affiche de propagande

S'il est parfois utilisé, au sens large, pour désigner les troupes recrutées dans l'ensemble des colonies françaises et, par extension, inclure les troupes d'Afrique (zouaves, chasseurs d'Afrique, spahis, tirailleurs algériens, marocains et tunisiens, artillerie nord-africaine, légion étrangère et services des affaires indigènes, qui trouvent leur origine dans le corps expéditionnaire de 1830 en Algérie, et qui furent réunies au sein du XIXe corps d'armée en 1873), ces dernières forment un ensemble bien distinct des Troupes coloniales et ne doivent pas être confondues avec elles. Liste des unités militaires formées dans les colonies françaises

## Historique
Les troupes dites « coloniales » ou de « marine » ont été créées en 1622 par le cardinal Richelieu sous le nom de « Compagnies ordinaires de la mer ». Embarquées à bord de navires, elles avaient différentes missions, dont les combats lors d'abordages, et étaient placées sous l'autorité du ministère de la Marine.
Les conquêtes coloniales ont incité l'État à positionner des troupes à terre, de défense, de commerce, d'occupation, etc.
Aux XVIIe et XVIIIe siècles, elles constituèrent les Compagnies franches de la marine qui furent employées essentiellement en Nouvelle-France en Amérique. Ces troupes étaient souvent recrutées en France, alors que les officiers étaient recrutés sur place pour pouvoir bénéficier de leurs connaissances des pays outre-mer.
Vers le milieu du XIXe siècle, les combats d'abordage n'existant plus, les troupes de la marine restèrent à terre, à travers le monde.
Lors de la guerre franco-allemande de 1870, la Division Bleue réunit l'infanterie de marine et l'artillerie de marine (« marsouins » et « bigors »), héritiers des Compagnies de la mer. Après la guerre, elles participent à la conquête coloniale. Dès 1884, la Troisième République crée le 1er régiment de tirailleurs tonkinois, formés en Indochine.
En 1900, ces unités de marine quittent le ministère de la Marine et sont prises en charge par le ministère de la Guerre. La Direction des troupes coloniales (huitième direction du ministère) est créée et le général Pierre Famin en est le directeur de 1900 à 1907 (puis au cours de la Grande Guerre). De ce fait, les Troupes de la Marine prennent le nom de « Troupe Coloniale » (loi du 7 juillet 1900). Puis, deux décrets datés du 28 décembre 1900 portent organisation, l’un de l’infanterie coloniale, l’autre de l’artillerie coloniale. C'est à ce moment que le corps d'artillerie de la marine devient le 1er régiment d'artillerie coloniale, membre de la 2e division d'infanterie coloniale lors de la Première Guerre mondiale et dissous lors de l'Armistice du 22 juin 1940. Un Corps d'armée des troupes coloniales est créé par décret du 11 juin 1901, commandé successivement avant la Première Guerre mondiale par les généraux Duchemin, Dodds, Archinard et Vautier. Il est composé des unités des troupes coloniales stationnées en métropole.
En 1905, l'effectif de l'armée coloniale stationnée dans la métropole a été arrêté à 2 123 officiers et 26 581 hommes de troupe. L'effectif entretenu aux colonies se monte à 1 743 officiers, 21 516 hommes de troupe européens et 47 868 soldats indigènes.

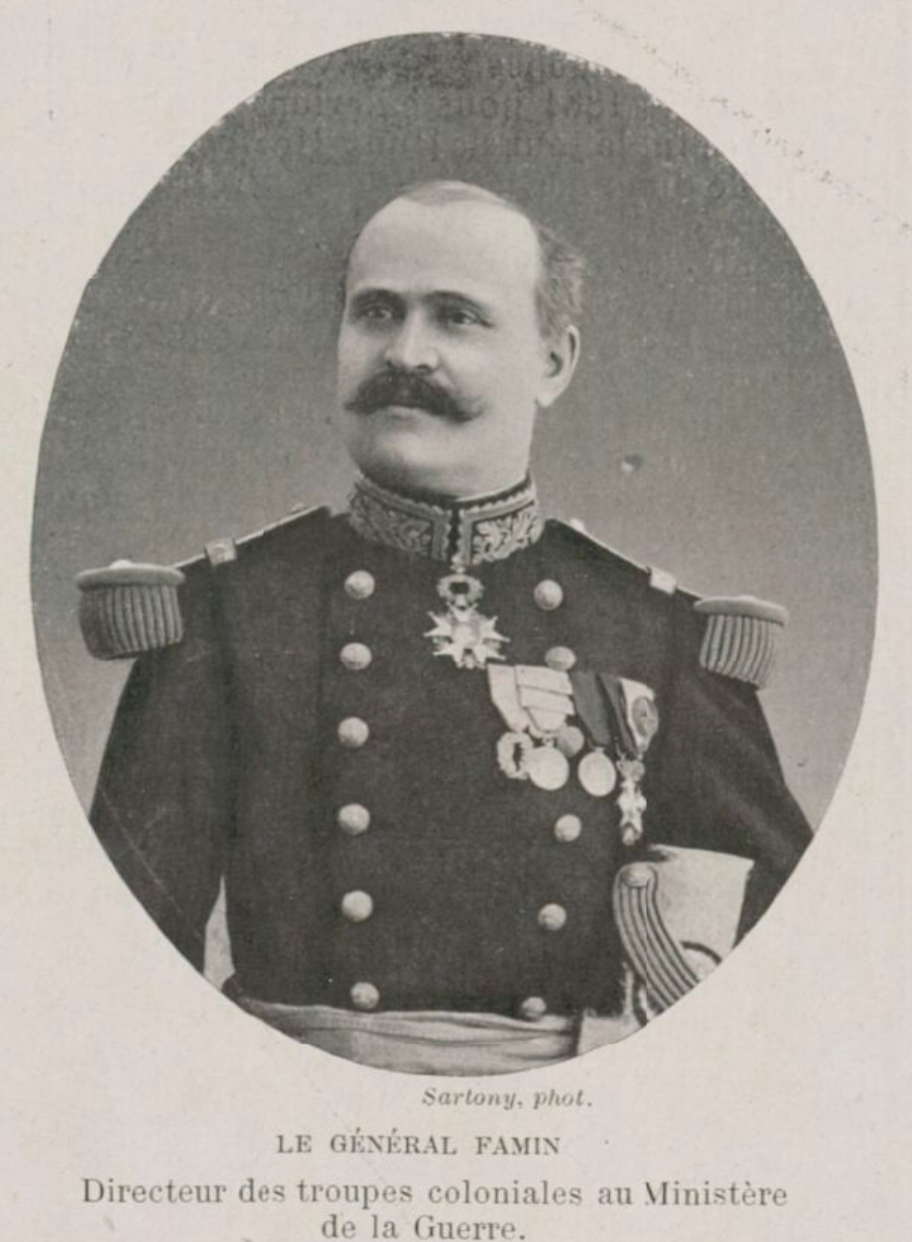
Le général Famin, premier directeur des troupes coloniales (1900-1907, 1914-1917)
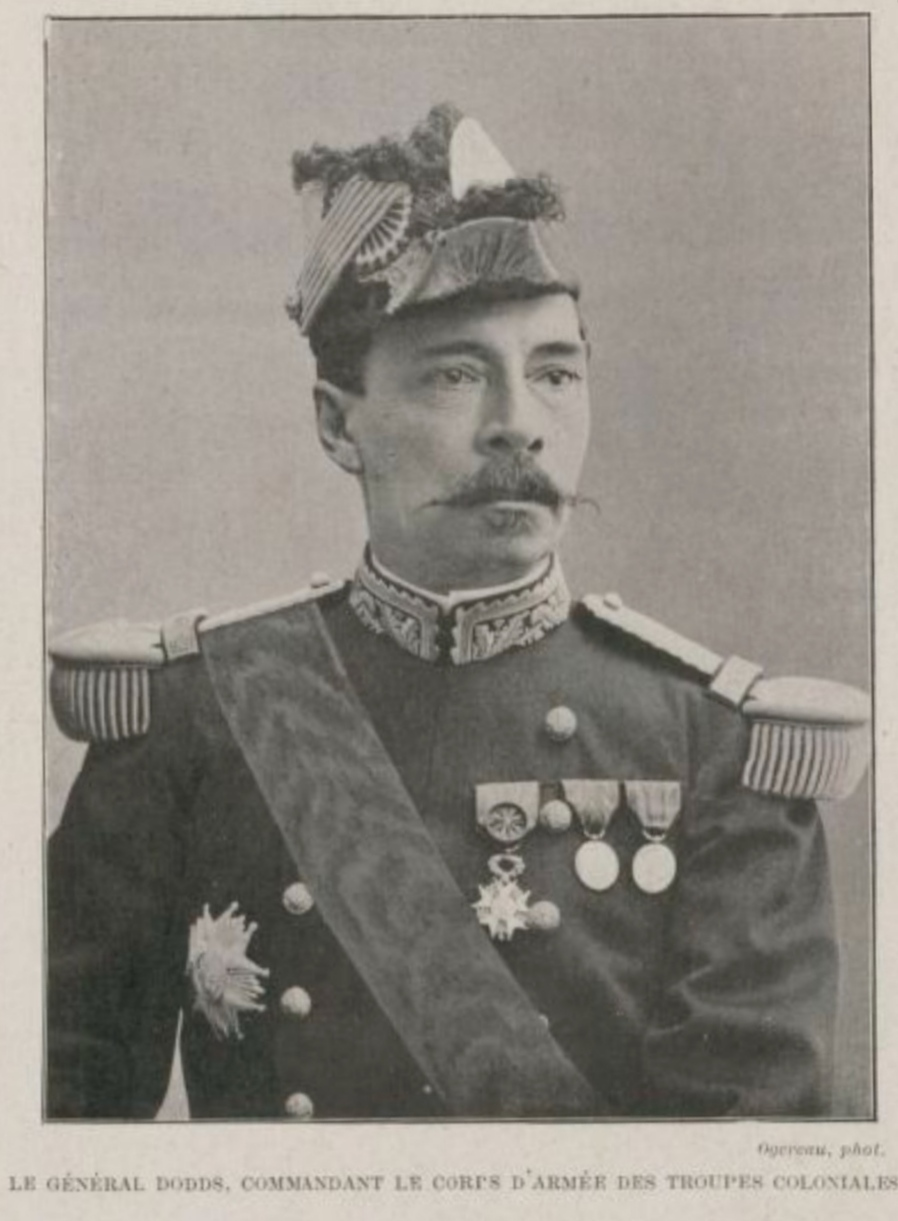
Le général Dodds, commandant du Corps d'armée des troupes coloniales (1902-1904)
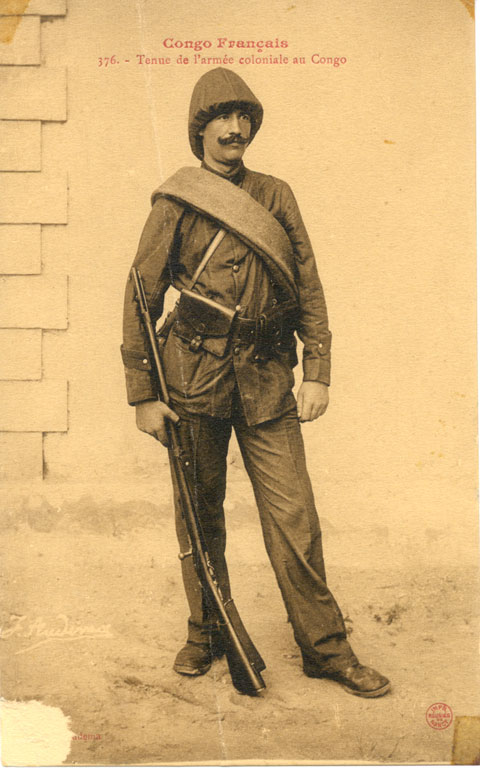
Tenue des troupes coloniales au Congo en 1905.
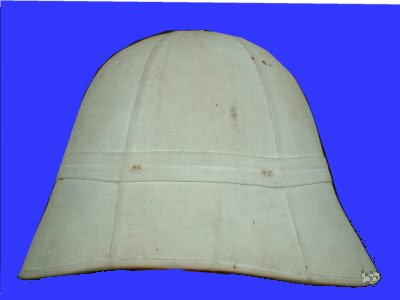
Casque des troupes coloniales.
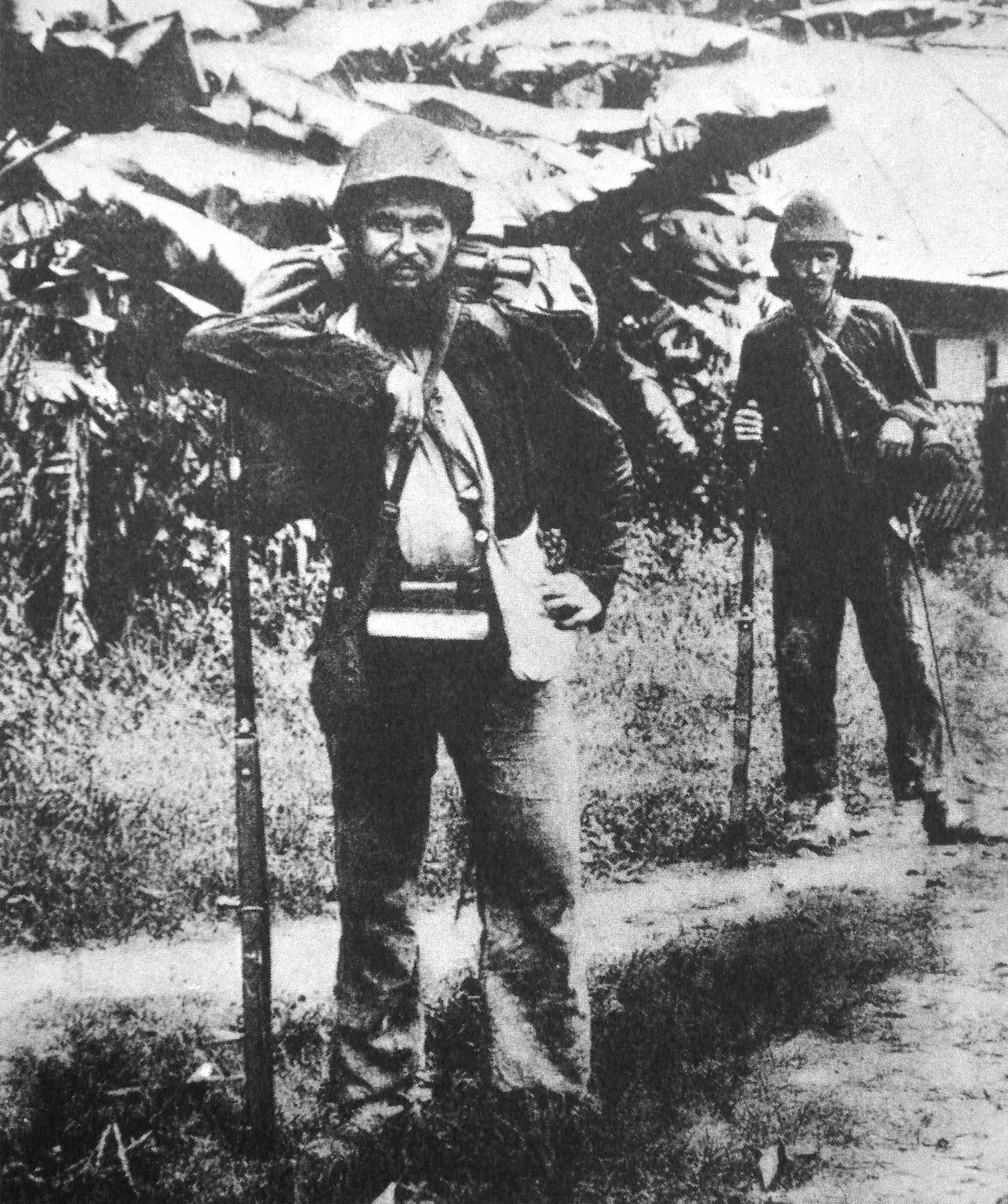
Infanterie coloniale au Tonkin en 1888.
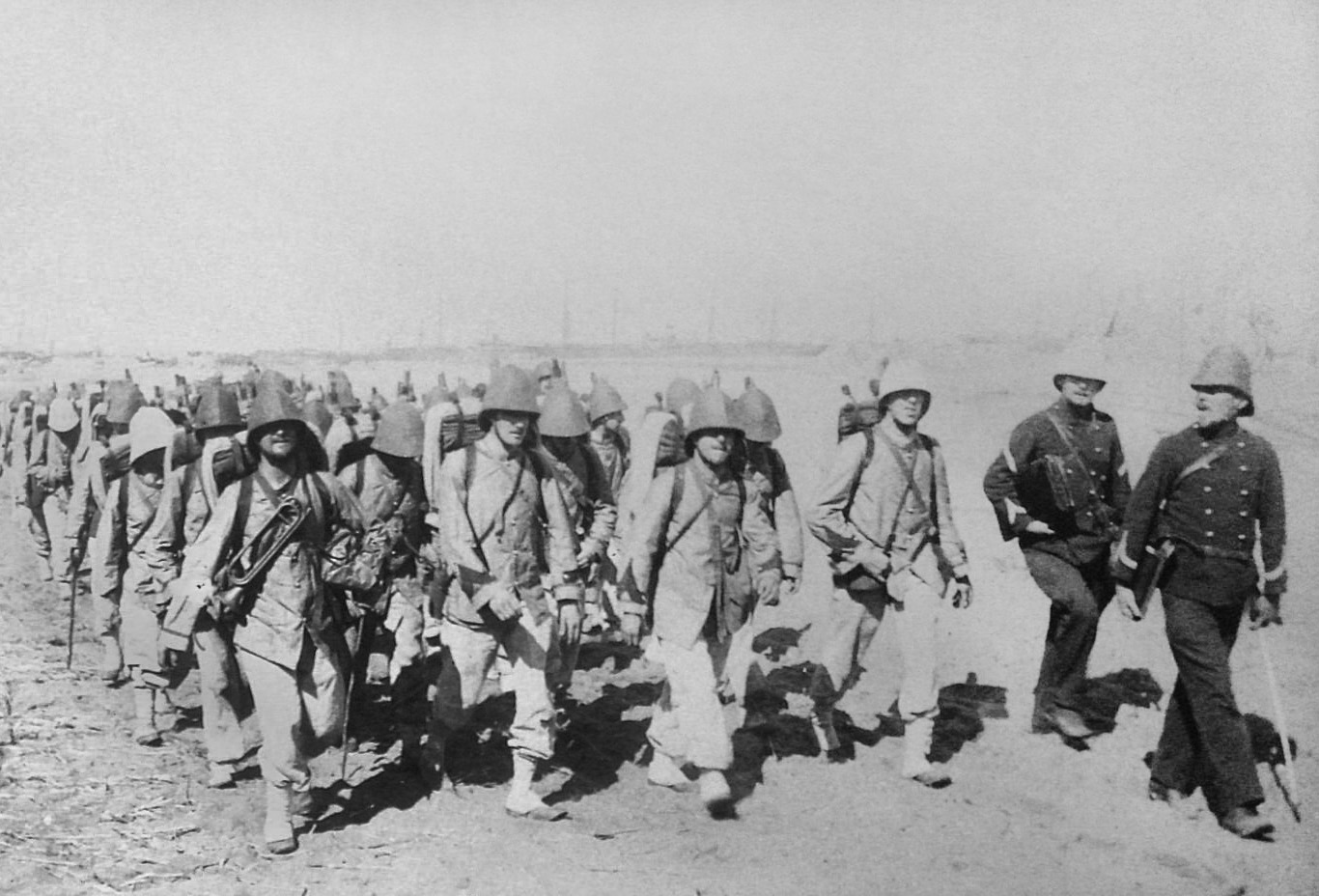
40e bataillon des troupes coloniales à Madagascar, 1895.

## Première Guerre mondiale

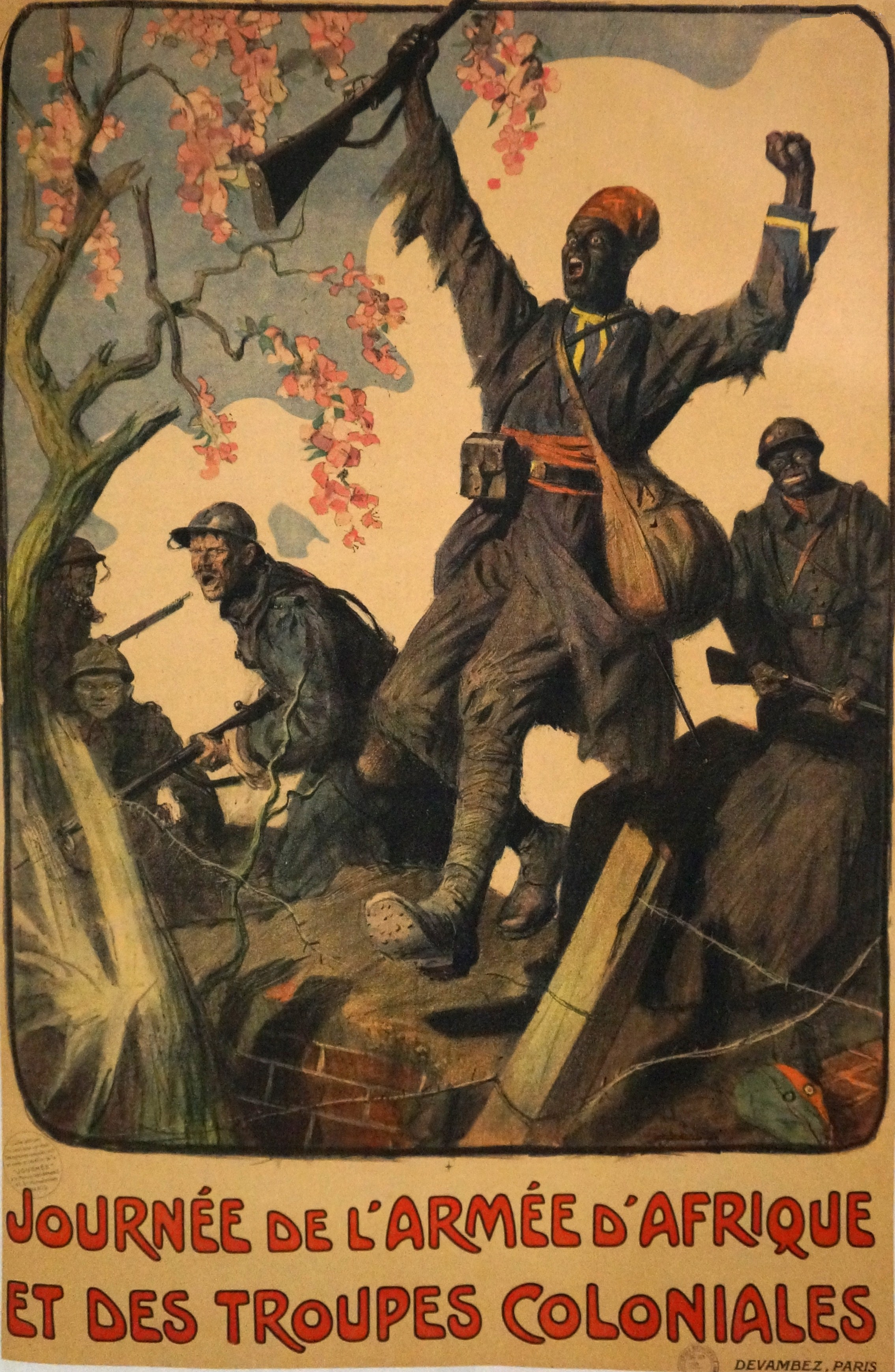
Affiche de la Journée de l'Armée d'Afrique et des troupes coloniales pendant la Première Guerre mondiale.

En 1914, à la veille de la Grande Guerre, les troupes coloniales comptent 102 bataillons et 39 batteries, dont 36 bataillons et 12 batteries en métropole et 21 bataillons en Afrique du Nord. Dans ce total de 102 bataillons, la « Force Noire » (les troupes issues de l'Afrique noire) représentait le quart. Ces unités étaient réparties en un corps d'armée colonial en métropole et six groupes dans les colonies auxquels il faut ajouter quelques unités en Afrique du Nord.
Après le début de la guerre, les troupes coloniales vont s'organiser en 1915 en deux corps d'armée, le 1er corps d'armée colonial et le 2e corps d'armée colonial, qui regroupent sept divisions qui vont être engagées sur tous les fronts et en particulier :
1914 - La bataille des Frontières où, dans les Ardennes, la 3e division fut anéantie
1914 - Bataille de la Meuse
1914 - 1re bataille de la Marne (Bataille de Vitry)
1914 - Bataille du Togo et du Cameroun (1914) Combat de Laï Campagne d'Afrique_de l'Ouest
1914 - 1re bataille de Champagne
1915 - Les batailles de Champagne de 1915.
1916 - La bataille de la Somme en juillet 1916.
1917 - bataille du Chemin des Dames en avril 1917.
1918 - 3e bataille de l’Aisne
1918 - 4e bataille de Champagne
1918 - La bataille de Saint-Mihiel en 1918.
1918 - 2de bataille de la Marne
1918 - bataille de Saint-Thierry
1918 - bataille de la Serre
- La bataille des Dardanelles et l'expédition de Salonique en Orient.

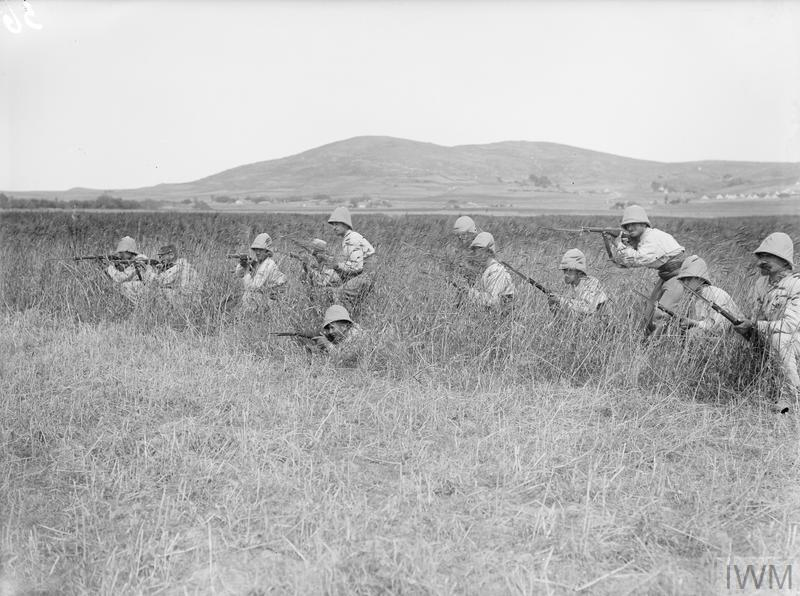
Marins français (marsouins) de l'infanterie coloniale, à Mudros en mai 1915, avant leur déploiement à Gallipoli.

Les troupes coloniales sont entourées du « mythe de la chair à canon », selon lequel elles auraient davantage été sacrifiées que les autres troupes, ce que les historiens démentent. Jean-Jacques Becker indique ainsi que « c'est une parfaite légende. Leur pourcentage de pertes a été légèrement inférieur à celui des troupes métropolitaines.Les taux de mortalité de la Grande Guerre sont à peu près les mêmes ou inférieurs, que ce soit pour les Français originaires de métropole (17%), pour les Français originaires de l'Empire (16%), pour les autres enrôlés originaires d'Algérie, du Maroc ou de Tunisie (16%) comme pour l'ensemble des enrôlés originaires d'Afrique Noire (entre 15 et 18%)[réf. à confirmer]. ». Éric Deroo souligne que les soldats coloniaux étaient traités et équipés de manière « totalement équivalente » avec les soldats métropolitains : « Au contraire même, le commandement se préoccupe en particulier pour les tirailleurs africains. On les dote, par exemple – c’est assez intéressant quand on regarde les manuels réglementaires – on les dote du chandail dit du modèle des chasseurs alpins. Ce qui prouve bien l’intérêt ! On va augmenter la ration de noix de cola, on va augmenter la ration de riz, on va augmenter la ration d’huile, de façon que ces hommes puissent tenir le choc. Non, non… Il faut faire très attention au mythe de chair à canon et de soldats africains qu’on envoie mourir à la place des blancs ! Tout nous dit le contraire ! »
Durant la guerre, le chef de la Direction des troupes coloniales au ministère  de la Guerre est le général Famin de 1914 jusqu'en septembre 1917 puis le général Mas.

## Entre-deux-guerres
La fin de la Première Guerre mondiale est marquée par une profonde réorganisation des Troupes Coloniales. La pénurie de main d'œuvre due aux pertes effroyables consenties pendant le premier conflit mondial (1 355 000 morts et 3 595 000 blessés), explique en partie cette situation. Un ralentissement marqué du recrutement des jeunes engagés est constaté. De plus les rigueurs budgétaires imposées par l'effort de reconstruction, et l'absence de menace de la part de l'Allemagne vaincue, ont raison d'une grande partie de l'infanterie française. Les Troupes Coloniales voient près de 80 % des régiments qui la composent dissous. Seuls subsistent en tant que régiments blancs, les 3e, 21e, 23e RIC en métropole, les 9e et 11e RIC en Indochine, et le 16e RIC en Chine.
Pour pallier cette carence, il est alors décidé d'incorporer des soldats indigènes (Sénégalais, Malgaches et Indochinois) dont l'entretien s'avère moins onéreux A titre d'exemple un officier servant à titre indigène avait une solde inférieur de 30% de celle d'un homologue métropolitain. En 1926, sont créés plusieurs unités sous l'appellation générique de Tirailleurs Sénégalais :  
- 4e, 8e à Toulon,
- 12e à La Rochelle,
- 14e à Mont-de-Marsan,

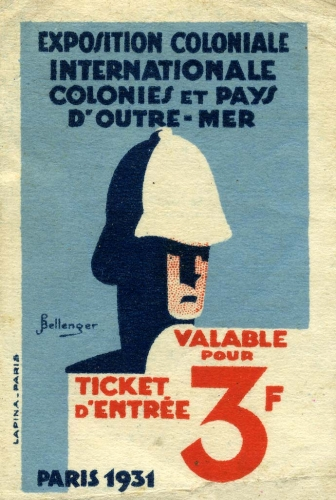
Ticket d'entrée de l'Exposition Coloniale de Paris 1931

- 16e régiment de tirailleurs sénégalais (RTS) à Montauban.
- 24e régiment de tirailleurs sénégalais (RTS) à Perpignan.
- 42e à Pamiers et 52e à Carcassonne, ces deux derniers régiments deviennent bataillons de mitrailleurs malgaches et Indochinois ; ils seront implantés dans des garnisons du Sud de la France.

Tout comme les unités nord-africaines, (tirailleurs algériens, tunisiens, marocains), les RTS s'avèrent plus économiques et plus dociles que les unités blanches. C'est ainsi que Perpignan récupère un régiment colonial, le 24e régiment de tirailleurs sénégalais, régiment qui, malgré sa nouvelle appellation et sa composition, hérite des traditions et du drapeau aux huit inscriptions de son prédécesseur.
La plus grande partie de l'effectif est désormais constituée par des soldats africains, communément appelés « Tirailleurs sénégalais » ou « soldats indigènes », tous originaires des diverses colonies de l'Afrique - Occidentale française (AOF). Les soldats européens tiennent les emplois de spécialistes (transmissions, servants d'engins, secrétaires) et sont destinés, en principe, aux pelotons d'élèves gradés, caporaux et sergents.
Cette période de réorganisation puis, à partir de la réoccupation de la Rhénanie en mars 1936, de préparation au nouveau conflit mondial qui menace, est vécue dans une atmosphère de recueillement, comme dans tous les corps de l'armée française, et les missions de temps de paix habituelles sont remplies avec entrain. En métropole, séjours annuels à Mont-Louis en Cerdagne et au camp du Larzac, où l'on se rend à pied. Au plan colonial, relèves semestrielles des effectifs indigènes (le séjour des Sénégalais en France était en principe de trois ans), qui rythment l'activité du régiment basée sur l'instruction des contingents des recrues sénégalaises (renouvellement tous les six mois). Le service outre-mer des cadres avait repris régulièrement dès la fin de 1927, ainsi que les exercices de mobilisation, de plus en plus fréquents, avec une participation accrue de cadres de réserve destinés au 24e RTS et au 44e RICMS, son dérivé.

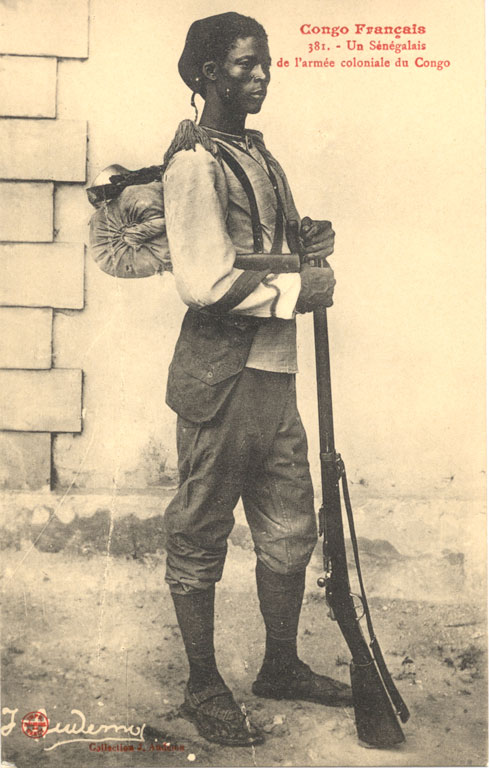
Un Sénégalais de l'armée coloniale du Congo en 1905.
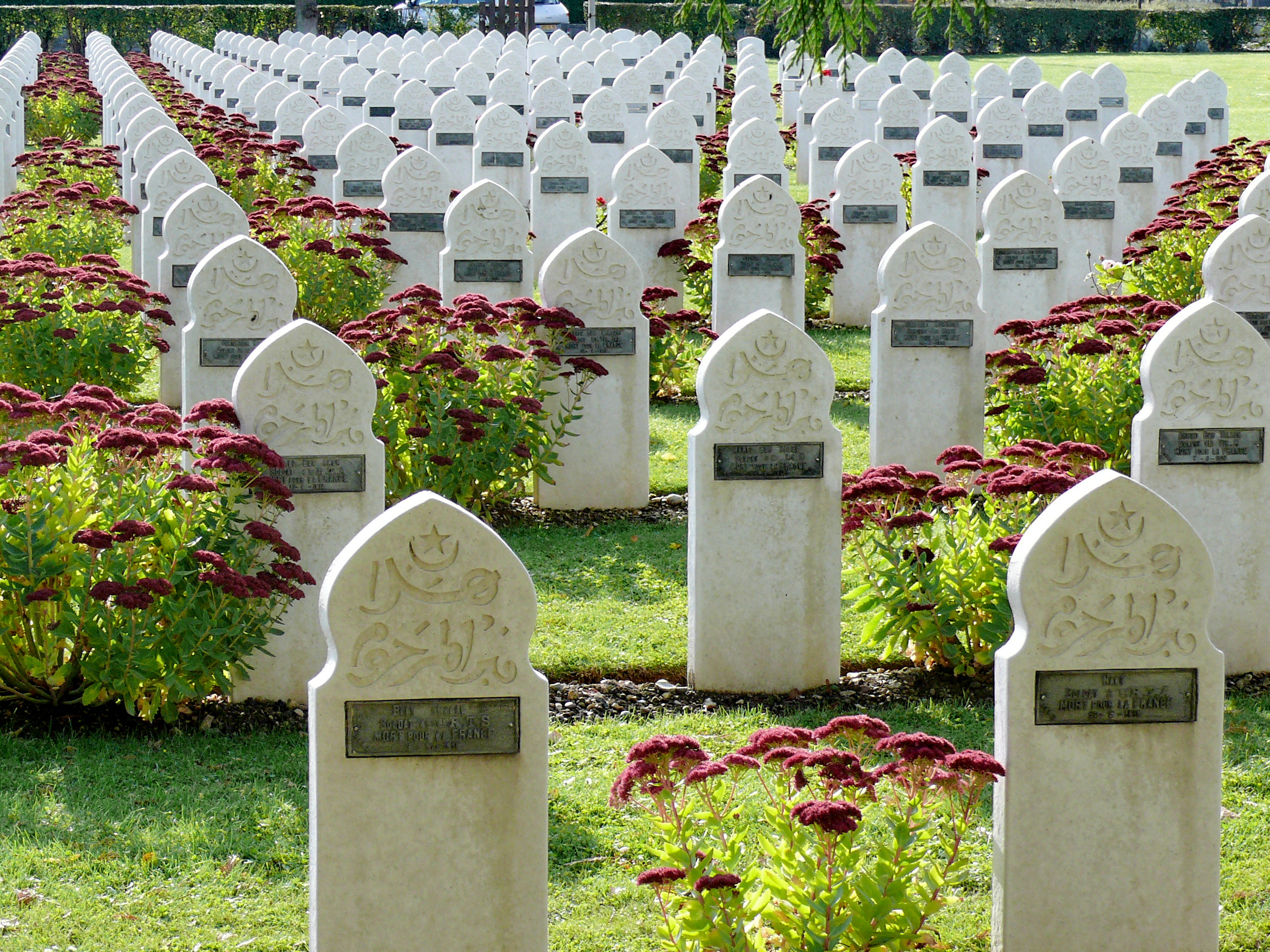
Carré musulman de la nécropole nationale d'Amiens (Saint-Acheul). Au premier plan, tombe d'un soldat du 45e RTS tombé pendant la Bataille de la Somme.
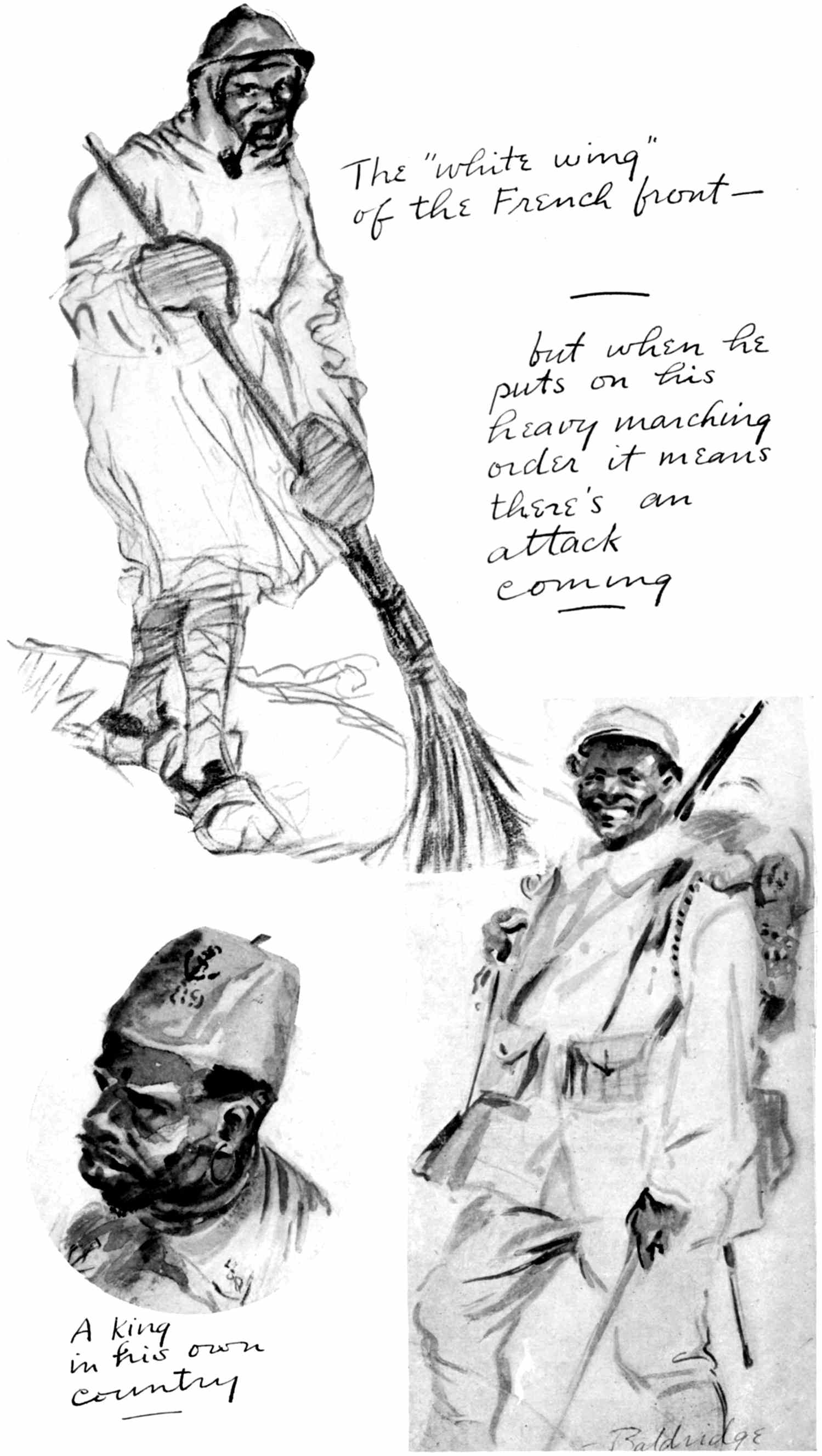
Tirailleurs Sénégalais pendant le conflit de 1914-1918.

## Seconde Guerre mondiale
En 1939, les « soldats indigènes », appartenant à des unités des troupes coloniales ou de l'armée d'Afrique, représentent un peu plus d'un quart du total des forces de l'armée française. La grande majorité d'entre eux reste basée dans les colonies. A la déclaration de guerre, les troupes coloniales métropolitaine ne représentent que quatre divisions d'infanterie, dont une seule totalement européenne, les trois autres étant mixtes (composées d'un régiment européen chacune et de deux régiments de tirailleurs sénégalais et de deux régiments d'artillerie mixtes eux aussi).
Lors de la Seconde Guerre mondiale de 1939 à 1945, la France fait appel à son Empire et à ses troupes coloniales, notamment aux régiments de tirailleurs sénégalais. À la veille de la campagne de France qui commence le 10 mai 1940 avec l'offensive allemande à l'Ouest, le nombre total des Sénégalais mobilisés est estimé à 179 000 hommes, et celui des Sénégalais engagés dans les combats en métropole à 40 000 hommes, 65 000 selon Catherine Coquery-Vidrovitch. Les 1re, 2e, 3e, 4e division d'infanterie coloniale , 5e, 6e DIC  et 7e (Division d'infanterie coloniale) sont engagées en Argonne. Pendant les combats de la campagne de France, les pertes parmi les Tirailleurs sénégalais sont évaluées à près de 17 000 hommes, sur officiellement 58 839 morts de l'armée française durant la campagne de France, ces chiffres semblent très surestimés. La 8e DIC du général Gransard se bat devant Chartres contre la 1re division de cavalerie du général Kurt Feldt. Les rapports concernant le 26e RTS font état de 2 498 disparus. Jean Moulin défend leur action en engageant sa responsabilité de préfet d'Eure-et-Loir face à l'occupant.

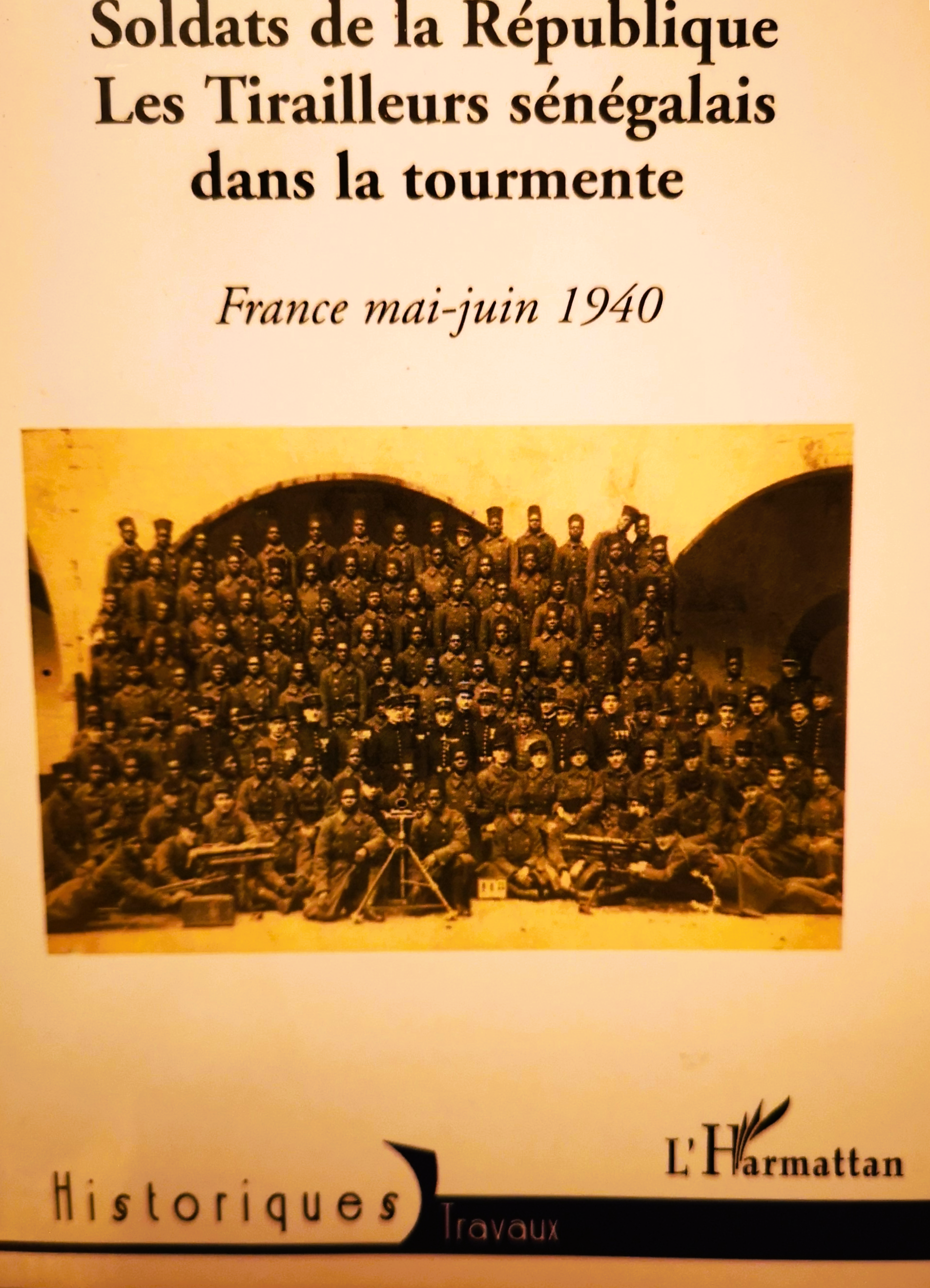
La bataille de France 1940 soldats de la République

Après la défaite de 1940, les régiments d'infanterie coloniale et les régiments de tirailleurs sénégalais sont dissous en France métropolitaine; seuls subsistent à Fréjus Nîmes et Perpignan les 21e et 2e régiments d'infanterie coloniale. Les Sénégalais seront regroupés dans les Centres de Transition des Troupes Coloniales Indigènes de Rivesaltes et Fréjus en attendant leur embarquement vers l'Afrique du Nord via Marseille et Port - Vendres, puis de l'Afrique du Nord vers Dakar et Abidjan via Casablanca.
Les soldats de la France Libre appartiendront en majeure partie aux troupes coloniales, ils participeront à la reconquête, à partir d'Angleterre mais surtout à partir de l'Afrique avec le général Leclerc et sa 2e DB qui compte parmi ses unités le régiment de marche du Tchad (RMT) et le 3e régiment d'Artillerie Coloniale (3e RAC), mais aussi de l'Egypte avec les transfuges de Syrie, du Liban et de Chypre  qui formeront l'ossature du : Bataillon d'infanterie de marine et du Pacifique.

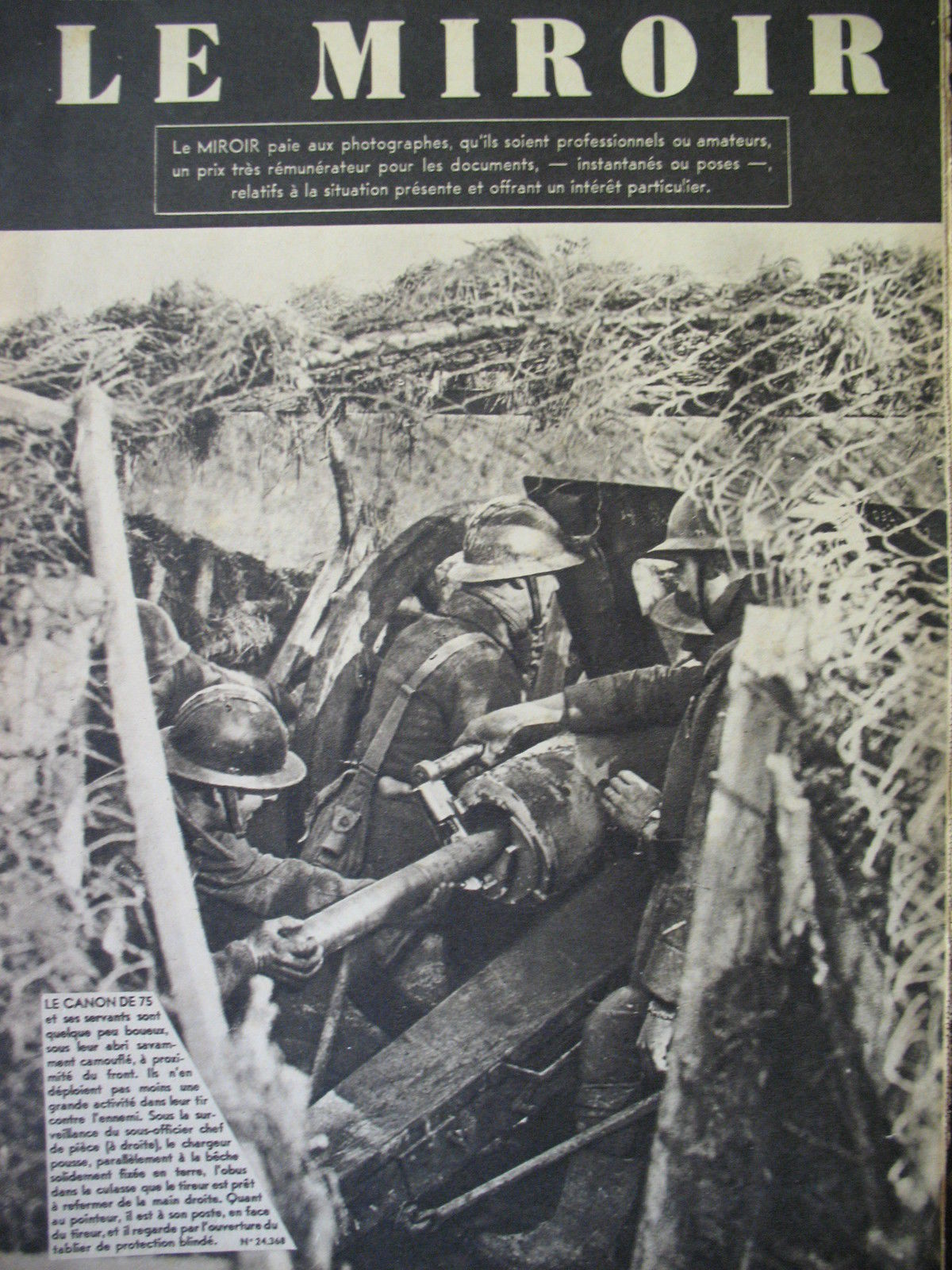
periodique 1940

Des combats fratricides se dérouleront en Syrie. La Syrie et le Liban étaient des territoires, placés sous tutelle française par un mandat de la SDN, que les Français considéraient donc comme faisant partie de leur Empire. Début 1941, le général Dentz y commandait une armée de 37 700 hommes dont 28 000 indigènes,. En s'en échappant quelques mois avant pour rejoindre les Forces françaises libres en Palestine, le général de Larminat n'avait réussi à entraîner que 300 hommes. Les Britanniques, avec l'accord de De Gaulle, attaquent les forces françaises de la Syrie et du Liban le 8 juin 1941. 30 000 soldats britanniques épaulés par 6 000 hommes de la division de Français libres font face aux 40 000 hommes du général Dentz. Le capitaine Collet se rallie avant la campagne avec quelques centaines de cavaliers tcherkesses, mais loin de se limiter à un « baroud d'honneur », le gros de l'armée française du général Dentz résiste. Les combats durent jusqu'au 14 juillet et se soldent par 1 000 tués et 5 000 blessés pour les Français du général Dentz, 4 300 pertes du côté allié, dont 650 tués et blessés pour les Français libres et 4 060 tués et blessés pour les Britanniques. Le gros des troupes favorables au régime de Vichy regagne la France et l'Afrique du Nord (24e RMC et 17e RTS). Malgré la dureté des combats qui viennent de les opposer, 5 500 hommes se rallient à la France libre, dont 2 700 européens. Les Britanniques, qui ne souhaitaient peut-être pas le maintien d'une force française importante au Moyen-Orient, avaient rendu difficile le contact entre officiers français libres et les prisonniers vichystes.
Le débarquement britannique à Madagascar le 5 mai 1942, Bataille de Madagascar est une conséquence de l'attaque de Pearl Harbor et de l'entrée en guerre des Japonais : l'île étant très peu défendue, les Japonais pourraient bien s'y installer. Les liens entre Madagascar et la métropole sont particulièrement distendus : il a fallu plus de deux mois au nouveau gouverneur Armand Annet pour rejoindre son poste en avril 1942. Les Britanniques n'ayant engagé que des forces relativement modestes, le débarquement à Madagascar sert aussi à tester les réactions des officiers de Vichy à une invasion alliée. Les Allemands, de leur côté, surveillent de près si le Gouvernement de Vichy fait son possible pour maintenir le pays dans la neutralité.
Dans un premier temps, les forces françaises sous le commandement du général Guillemet et du capitaine de vaisseau Maerten résistent sans parvenir à empêcher les Britanniques de s'emparer de Diego-Suarez. Tous les bateaux français mouillant à Diego-Suarez sont coulés et le nouveau gouverneur Armand Annet refuse même de négocier un armistice avec les Britanniques. Ces derniers n'entreprennent la conquête de l'île entière qu'en septembre 1942. À ce moment-là, Darlan alors chef du Gouvernement ordonne de résister jusqu'au bout, y compris par des actions de guérilla. Mais les forces françaises, écrit Paxton, combattent si mollement que les pertes britanniques ne dépassent pas le chiffre de 107 hommes. Comme les forces françaises ne se rendent pas avant le 6 novembre, les Allemands peuvent avoir l'impression que Madagascar a été bien défendue. Sur les 1 200 Français faits prisonniers, 900 se rallient à la France Combattante (1er Régiment Mixte de Madagascar, Bataillon de Tirailleurs de Madagascar, Bataillon Comorien). Pendant toute la durée de l'opération, de Gaulle ne décolère pas. Les FFL ne sont pas impliquées et, sur place, les Français qui se sont ralliés ne sont pas utilisés. On a l'impression qu'à la France de Vichy et à la France libre, s'ajoute une troisième France, administrée par les Britanniques. Si l'on considère, comme le fait Paxton, que l'opération de Madagascar est en quelque sorte une répétition pour tester la réaction de Vichy à une invasion alliée, comme ce sera le cas, quelques mois plus tard en Afrique du Nord, force est de constater que ce schéma de la troisième France est une préfiguration de la situation en Afrique du Nord entre novembre 1942 et avril 1943.
Les campagnes  d'Érythrée, de Crète, de Tripolitaine et de Libye verront s'illustrer les unités de la 1re DFL avec le 1er régiment d'artillerie coloniale (1er RA), le Bataillon d'infanterie de marine et du Pacifique et différents bataillons de marche. La bataille de Bir Hakeim sera la première victoire de la France Combattante et sera reconnue comme telle par les Alliés. Cette victoire sauve l'Egypte et permet la reconquête britannique. Les FFL s'illustreront aussi en Tripolitaine et Cyrénaïque de juillet à octobre 1942, avec le raid sur l'aérodrome de Sidi Haneish et à la seconde bataille d'El Alamein dans les mois suivants.
la 1re division française libre. est dissoute en 1943 pour former la Division d'Infanterie Motorisée qui absorbera des soldats venus de l'ex armée d'Armistice. Selon François Broche, membre du conseil d'administration de la Fondation de la France Libre, sur les 53 000 FFL (chiffre maximum à la dissolution des FFL à l'été 1943), on compte environ 32 000 « coloniaux », qui ne sont pas citoyens français en 1940, 16 000 Français et environ 5 000 étrangers, provenant d'unités de la Légion étrangère ralliées aux FFL. La division d'infanterie motorisée est engagée en Italie en 1943,(elle regroupe tous les Bataillons de Marche Sénégalais et le Tahitiens). Cette division participé avec la 9e division d'infanterie coloniale  au débarquement de Provence en août 1944 . Les Tirailleurs Sénégalais s'emparent de Cavalaire et libèrent Toulon avant de remonter sur Lyon, Colmar et l'Alsace où les régiments seront remplacés par des FFI. Les RTS disparaissent y compris dans leur numérotation. Le 4e RTS devient 21e RIC, le 6e RTS devient 6e RIC, le 13e RTS devient 23e RIC. C'est ce que l'on a nommé pudiquement Blanchiment des troupes coloniales. Les soldats africains sont exclus de la victoire finale au prétexte de l'hiver rigoureux qui s'abat sur l'Europe.

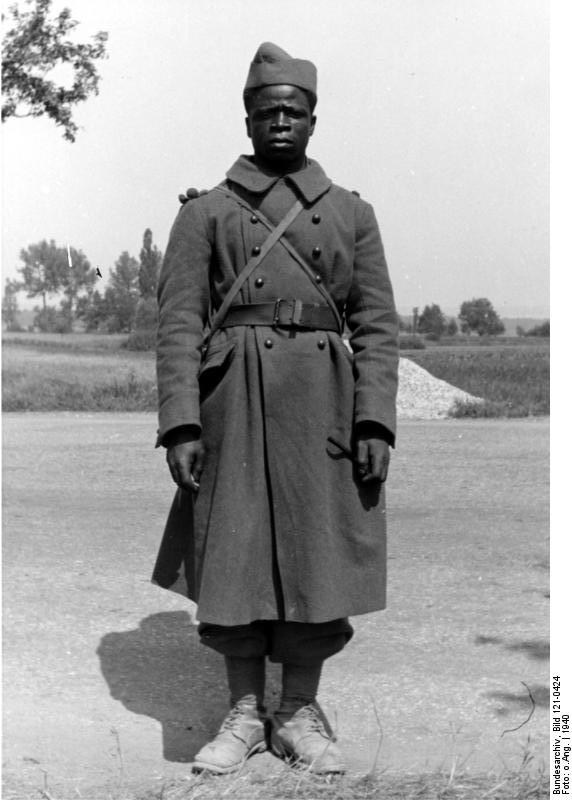
prisonnier de guerre des troupes coloniales françaises en 1940.
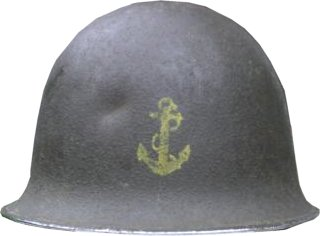
Casque lourd des troupes coloniales.
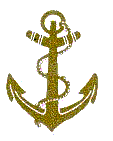
L'Ancre d'or des troupes de Marine.
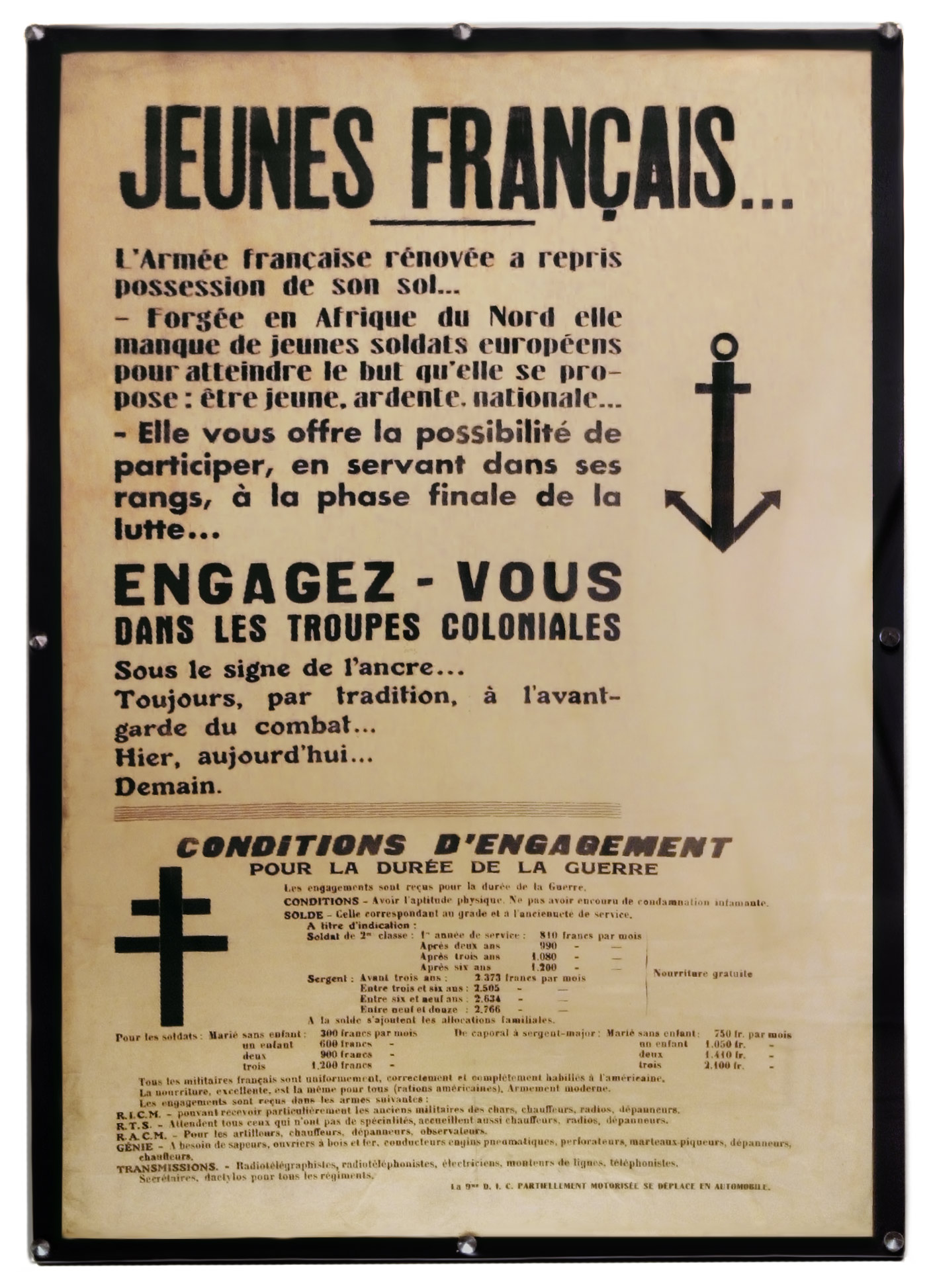
Affiche de recrutement pour les troupes coloniales, Seconde Guerre mondiale.

## L'après-1945
- Le retour des prisonniers coloniaux libérés s'opère de fin 1944 à 1946. Ces derniers resteront dans le sud-ouest près d'une année dans l'attente de navires pour les réacheminer de métropole vers l'AFN puis les ports de l'AOF ou de l'AEF. Dans le cas du Cameroun, le retour des troupes mobilisées et le mépris manifesté à leur égard favorisent la propagation de sentiments indépendantistes. Après avoir été parqués dans des camps de transit dans le sud de la France, les soldats camerounais sont dépossédés de leur uniforme et de leurs chaussures et rentrent chez eux en guenilles, humiliés. Surtout, l'accueil que leur réserve les colons les scandalise :« Les voilà sur le port de Douala avec baïonnette au bout du canon, belle façon de recevoir ceux qui viennent de libérer leur pays ! À peine quitté le bateau, on entend des ordres : "Alignez vous là-bas, fermez vos gueules et ouvrez vos cantines[12].." »
- Formations Coloniales en Indochine. La naissance d'une guerre "L'Indochine de 1945 à 1954" débute avec ce que l'on a appelé le coup de force japonais du 9 mars 1945 qui vit une partie des garnisons d'Indochine anéanties. Malgré l'aide apportée au Vietminh par les États-Unis au travers de son bras armé l'OSS, plusieurs division françaises seront dépêchées en Extrême-Orient à partir de septembre 1945. Malgré des tentatives de conciliation de part et d'autre, la guerre de reconquête ou de "libération" selon le côté ou l'on se place va débuter pour s'achever dans les faits en mai 1955.affiche de soutien aux combattants d'indochineBataille de Hanoi 1946 La reconquête

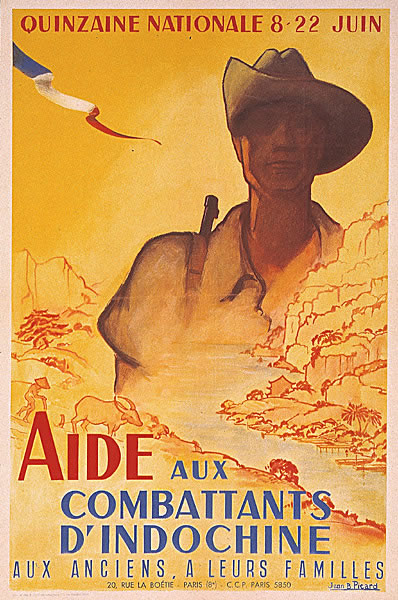
affiche de soutien aux combattants d'indochine

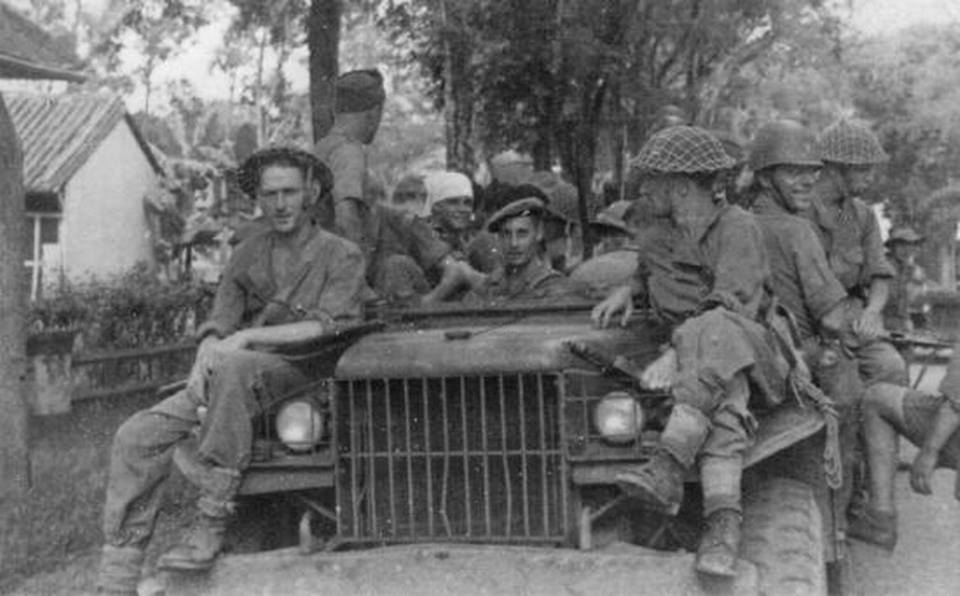
Bataille de Hanoi 1946 La reconquête

- Coup de force japonais de 1945 en Indochine. 9 mars 1945.
- Bataille de Hanoï. 1946.
- Bataille de la RC 4. 1950.
- Bataille de Vĩnh Yên. 1951.
- Bataille de Hòa Bình. 1951.
- Bataille du Day. 1951.
- Bataille de Nghia Lo. 1951.
- Bataille de Na San. 1952.
- Opération Atlante. 1953 - 1954.
- Opération Castor. 1953.
- Bataille de Diên Biên Phu. 1953 - 1954.
- Bataille du col de Mang Yang. 1954. GM 100
- Corée, Bataillon français de l'ONU 1950 - 1953 La France enverra un bataillon en Corée pour soutenir l'effort de guerre américain. D'autres pays européens ou alignés sur les Etats-Unis en feront de même. Le Bataillon français de l'ONU,unité où se retrouveront toutes les composantes de l'armée française, se couvrira de gloire et fera l'admiration de l'armée américaine lors des batailles décisives.
- L'armée française, et les troupes coloniales qui la composent quittent l'Indochine au premier semestre 1956. Entre-temps en Algérie débute ce qui ne portera jamais le mot de guerre, mais les "événements" véritable Guerre d'Algérie. 1954 - 1962. Durant ce conflit la très grande majorité des régiments coloniaux seront mixtes, c'est-à-dire composés d'appelés métropolitains, de soldats de carrière européens ou africains et d'engagés africains.Bataillon de Corée à son arrivée en Indochine en 1953

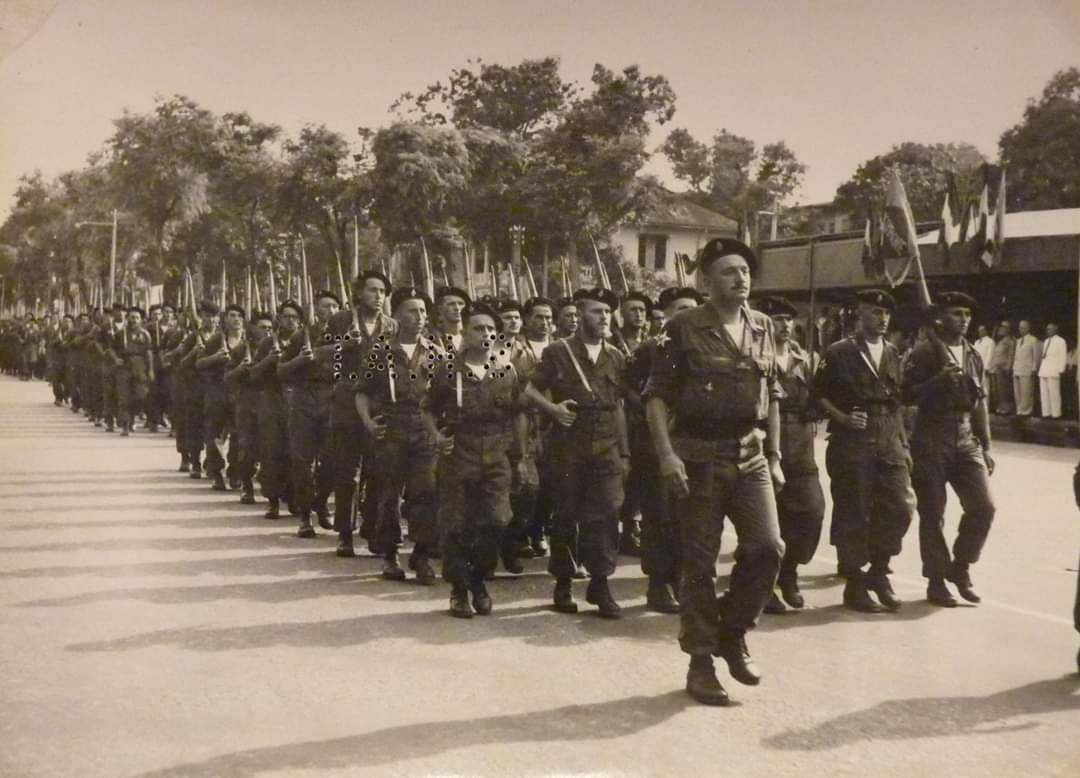
Bataillon de Corée à son arrivée en Indochine en 1953

## Fin des troupes coloniales et recréation des troupes de marine
- Troupes de marine de 1958 à nos jours.
- En 1967, est créée, au sein de l’Armée de Terre, la composante des troupes de marine par la fusion de l’infanterie et de l'artillerie coloniale. Sa mission est de mettre en place rapidement des moyens de défense et d’intervention dans des territoires géographiquement éloignés de la métropole et d'assurer une présence continue des forces françaises dans la France d'outre-mer ainsi que dans certains pays alliés.
- De 1962 à 2023, les Troupes de Marine seront envoyées dans différents théâtres d'opérations, aussi bien en Europe, qu'au Moyen-Orient en passant par l'Afrique, l'Asie et Pacifique, utilisant l'expérience acquise du temps de l'expansion coloniale. Liste non exhaustive des pays concernés

Afghanistan, Albanie, Angola, Cambodge, Centrafrique, Comores, Congo, Côte d'Ivoire, Djibouti, Ex-Yougoslavie, Gabon, Golfe, Guinée, Kosovo, Koweit, Iraq, Kurdistan, Liban, Mali, Mauritanie, Niger, Nouvelle-Calédonie, Rwanda, Somalie, Tchad, Timor oriental, Tunisie et Zaïre.

## Décorations
Une décoration est créée pour récompenser les militaires et civils ayant servi dans une colonie ou protectorat lors d'une action de guerre : Médaille coloniale. Cette décoration peut supporter plusieurs agrafes qui correspondent à autant de campagnes auxquelles le récipiendaire peut avoir participé. la médaille coloniale vient en complément des médailles commémoratives de Madagascar, Dahomey, Maroc, Levant, Liban, Syrie-Cilicie, Italie, Extrême-Orient, Corée et Moyen-Orient. Le 1er et 2e régiment d'infanterie de marine sont les deux régiments qui portent le plus grand nombre de batailles sur leurs drapeaux (15 chacun).
Le Régiment d'infanterie-chars de marine est le régiment le plus décoré de l'armée française.
Le 2e régiment d'infanterie de marine héritier du 2e régiment d'infanterie coloniale est titulaire de la Croix de la Libération tout comme le 3e régiment d'artillerie de Marine et le régiment d'infanterie de marine du Pacifique.

## Sources et bibliographies
- Julie d'Andurain, Les troupes coloniales: Une histoire politique et militaire, Passés composés, 2024.
- Frédéric Garan et Jean-François Klein, « Le soldat indigène » : un auxiliaire indispensable aux empires, XIXe – XXe siècles", dossier spécial de la Revue Historique des Armées 2022/3 (No 306)
- Jean-François Mouragues, Une histoire oubliée. Marche Sempre Mai Morirem. Le 24e RTS de Perpignan 1923-1940. Édition Cap-Béar Perpignan avril 2012. 150 pages 110 photos.

- Jean-François Mouragues,Soldats de la République Les tirailleurs sénégalais dans la tourmente. France mai-juin 1940. Éditions L'Harmattan. Paris décembre 2010.
- Ministère de la Guerre, Revue des troupes coloniales, Paris, mensuel.
- Ministère des Forces armées ; Ministre de la France d'outre-mer, Tropiques: revue des troupes coloniales, Paris, mensuel.
- L'Armée d'Afrique, Alger, Éditions Aumeran, mensuel.
- Ministère de la guerre, Annuaire officiel des troupes coloniales, Paris: Lavauzelle, annuel.
- Ancien officier supérieur, Les Troupes de la marine et l'armée coloniale devant le pays, L. Baudoin et Cie, 1883. En ligne (voir aussi Google Livres)
- J L Lewal, Les Troupes coloniales, Paris, 1894.
- Ned Noll, Histoire de l'armée coloniale, Paris: Berger-Levrault, 1896. Lire en ligne.
- Ferdinand Burot;  Maximilien Albert Henri André Legrand, Les Troupes coloniales, Paris, Baillière, 1897-98.
- Les Troupes de marine 1622-1984, Paris: Lavauzelle, 1991,  (ISBN 2-7025-0316-0) ou  (ISBN 978-2-7025-0316-4).
- CEHD (Centre d'études d'histoire de la défense), Les Troupes de marine dans l’armée de Terre. Un siècle d’histoire (1900-2000), Paris, Lavauzelle, 2001, 444 p.,  (ISBN 2-7025-0492-2)
- Serge Saint-Michel & René Le Honzec, Les Bâtisseurs d'empire Histoire Troupes de marine. Tome II. 1871-1931
- Fédération française des anciens d'outre-mer et des anciens combattants des troupes de marine (ex-coloniales), Histoire et épopée des troupes coloniales, France: Comité national des traditions des troupes de marine, 1970.
- Robert Hure, L'Armée d'Afrique: 1830-1962, Paris: Charles-Lavauzelle, 1977.
- Louis Beaudza, La Formation de l'armée coloniale, Paris, L. Fournier et Cie, 1939.
- Lucien Vallier, Historique des troupes coloniales campagne du Mexique (Extrait de la Revue des troupes coloniales.), Paris, Henri Charles-Lavauzelle, 1908.
- Historique des troupes coloniales Campagne de Crimée, Paris, H. Charles-Lavauzelle, 1907.
- Opérations militaires au Tonkin, Paris: H. Charles-Lavauzelle, 1903.
- Silbermann, soldat, Journal de Marche d'un soldat colonial en Chine, Paris: Henri Charles-Lavauzelle, 1907.
- Charles A Condamy, Habitations coloniales :extrait de la Revue des Troupes coloniales, Paris, Lavauzelle, 1902.
- Olivier, capitaine, Les Troupes noires de l'Afrique orientale française, Paris, H. Charles-Lavauzelle, 1903.
- Auguste Paul Albert Duchemin, Les Troupes coloniales et la défense des colonies, Paris, R. Chapelot, 1905. Lire en ligne.
- Arthur Girault, Principes de colonisation et de législation coloniale, L. Larose et L. Tenin, 1907 and succeeding years. Online and searchable on Google Books.
- Troupes coloniales. Organisation générale, Paris: H. Charles-Lavauzelle, 1907?
- Historique des troupes coloniales pendant la guerre 1914-1918 (fronts extérieurs), Paris: Charles-Lavauzelle & Cie, 1931.
- Historique des Troupes Coloniales pendant la Guerre 1914 - 1918 2, Paris Charles-Lavauzelle & Cie. 1931.
- Paul Jean Louis Azan, L'Armée indigène nord-africaine, Paris, Charles-Lavauzelle & Cie, 1925.
- Ministère de la guerre., Troupes coloniales. Organisation générale, Paris, Charles-Lavauzelle & Cie, 1937.
- Marcel Vigneras, Rearming the French, Office of the Chief of Military History, Dept. of the Army, 1957
- Edward L Bimberg, Tricolor over the Sahara the desert battles of the Free French, 1940-1942, Westport, Conn.: Greenwood Press, 2002,  (ISBN 0-313-01097-8) ou  (ISBN 978-0-313-01097-2).
- Charles Onana, 1940-1945 : Noirs, Blancs, Beurs : libérateurs de la France, Paris : Duboiris, 2006,  (ISBN 2-9522315-1-6) ou  (ISBN 978-2-9522315-1-0)
- Anthony Clayton, France, Soldiers and Africa, Londres, Washington: Brassey's Defence Publishers, 1988,  (ISBN 0-08-034748-7) ou  (ISBN 978-0-08-034748-6)
- Section d'études et d'informations des troupes coloniales, Des troupes de la Marine aux troupes coloniales, exposition, Paris : Musée national de la Marine, 1951
- Gérard Valin-Ruggièreo del Ponte, Le Mémorial de Chartres, L'Harmattan, 2013,  (ISBN 978-2-343-00558-4)